# Bocești
Bocești falu Romániában, Erdélyben, Fehér megyében.

## Fekvése
Valeabarni mellett fekvő település.

## Története
Boceşti' korábban Valeabarni része volt, 1956 körül vált külön 73 lakossal.
1966-ban 81, 1977-ben 54, 1992-ben 37, 2002-ben 19 román lakosa volt.